# Margie Moran
Maria Margarita Morán Róxas-Floirendo (Manila, 29 de outubro de 1953) é uma empresária e rainha da beleza filipina, coroada como Miss Universo 1973.
Estudante interna do Maryknoll College, uma instituição de ensino católica de Quezon e modelo no tempo livre,integrante de uma família de alta sociedade, nunca quis participar de concursos de beleza, mas acabou cedendo a pressão dos amigos e se inscreveu no Miss Filipinas. Acabou vencendo para choque da família e ganhou o direito de representar o país no concurso Miss Universo, o primeiro realizado na Europa, em Atenas, Grécia, em 21 de julho de 1973, aos dezenove anos.
Em Atenas, ela primeiro impressionou a todos por sua postura e porte real. Depois de ser eleita como Miss Fotogenia, Moran teve a mais alta nota nos desfiles de traje de noite e maiô pela figura sensual, o porte a a maneira suave como desfilava, e conquistou o título derrotando outras 60 candidatas, tornando-se a segunda filipina a ser coroada como Miss Universo, depois de Gloria Diaz, Miss Universo 1969.
Logo depois de eleita, em sua primeira conferência de imprensa, ela declarou que o então presidente dos Estados Unidos, Richard Nixon, era um grande homem pelos esforços que fazia pela paz e recebeu imediatamente uma carta escrita de próprio punho por Nixon em que ele a agradecia por "reconhecer meus esforços para trazer paz ao mundo. Eu não posso pensar em nenhuma outra missão melhor para uma Miss Universo que levar uma palavra de paz ao nosso mundo e acho que você tem uma oportunidade única para despertar o pensamento dos povos para a paz". Isto aconteceu,exatamente no momento em que explodia nos EUA o escândalo do Caso Watergate.

## Vida posterior
No ano seguinte, Moran desfilou como Miss Universo reinante em frente à seu povo, quando o concurso foi realizado pela primeira vez em Manila, e coroou sua sucessora, Amparo Muñoz, da Espanha. Tempos depois, casou-se com o congressita filipino Antonio Floirendo Jr e estabeleceu-se na cidade de Davao, na ilha de Mindanao, onde criou um resort chamado "Fábrica de Pérolas", um dos mais famosos do país, e trabalha em prol do turismo local, fundando uma produtora de filmes, Bahaghari Productions Studios Entertainment Inc., apresentando o programa de televisão "Margie on Mindanao", participando de documentários e até escrevendo um livro sobre a ilha. Ainda hoje, ela é um ícone da beleza em seu país, onde continua tendo respeito e admiração do povo, quase quarenta anos depois de ter ganho seu título. 
Em 1994, ela e Gloria Diaz foram madrinhas da edição do concurso realizado pela segunda vez na capital do país, Manila. Continua, nos dias de hoje, tendo contato com os concursos de beleza e foi jurada do Miss Filipinas 2011.